# Нілаш
Нілаш (йонц.¦¦¬^°`\) — віртуальна  молитва молитникі Йонце як ісламська  засновник Йонце а згодом Фреонце Колорце в 1861 мовний склад йонської мови 

## Клімат
Середня річна температура становить 13,72°C, середня максимальна – 27,86°C, а середня мінімальна – -0,22°C. Середня річна кількість опадів – 654 мм.